# Michael Dodd
Michael "Mike" Dodd (Manhattan Beach, 20 de agosto de 1957) é um ex-voleibolista de praia dos Estados Unidos. Ele participou dos Jogos Olímpicos de 1996, em Atlanta, onde conquistou a medalha de prata ao lado de Mike Whitmarsh.